# Elementaire deeltjes (roman)
Elementaire deeltjes (origineel, Frans: Les Particules élémentaires) is een roman van Michel Houellebecq uit 1998, die een jaar later in het Nederlands verscheen. Het is de tweede roman van Houellebecq en zijn eerste wereldwijde bestseller, vertaald in meer dan dertig talen. Het boek won in 1998 de laatste Prix Novembre en veroorzaakte door zijn thematiek veel commotie.
Het boek gaat over twee halfbroers, beiden alter ego's van de auteur, de één is oversekst, de ander is een nerd. Om verschillende redenen zijn ze niet in staat lief te hebben en eindigen ze hun leven in eenzaamheid. De nerd speelt een hoofdrol bij de ontwikkeling van een nieuwe, betere mensensoort. Houellebecq werkte datzelfde thema verder uit in de novelle Lanzarote (2000) en de roman Mogelijkheid van een eiland (2005).

## Inhoud

### Titel
De titel 'Elementaire deeltjes' is ontleend aan de deeltjesfysica, waar een elementair deeltje het kleinst mogelijke deeltje is dat niet in andere deeltjes is te splitsen. Voorbeelden zijn elektronen, neutrino's en quarks. Ze worden bij elkaar gehouden door zeer sterke krachten. De titel verwijst zowel naar de natuurwetenschappelijke geest van het boek, met zijn vele uitweidingen, als naar de laat twintigste-eeuwse samenleving waarin het groepsverband (gezin, dorps- of buurtgemeenschap, kerkelijke gezindte) plaats heeft gemaakt voor het individualisme.
In de meeste vertalingen is de titel min of meer letterlijk vertaald (zie hieronder). Bij de Engelse vertaling koos de Britse uitgever voor het wat ongrijpbare Atomised, terwijl de Amerikaanse uitgever de voorkeur gaf aan het meer voor de hand liggende The Elementary Particles. De Chinese titel 血清素 (Wú ài fánzhí) betekent 'liefdeloze voortplanting'.

### Opbouw
Het boek telt 343 pagina's (Nederlandse pocketeditie) en bestaat uit een proloog, drie delen en een epiloog, gevolgd door een 'Verklarende woordenlijst' (3 pagina's) door de vertaler Martin de Haan. De proloog en de drie delen beginnen telkens met een titelpagina, gevolgd door een blanco pagina, en zijn onderverdeeld in genummerde en soms ook getitelde hoofdstukken.
- Proloog
- Eerste deel. Het verloren rijk (90 pagina's; 15 hoofdstukken, waarvan 4 getiteld)
- Tweede deel. Vreemde momenten (182 pagina's; 22 hoofdstukken, waarvan 6 getiteld)
- Derde deel. Emotionele oneindigheid (36 pagina's; 7 hoofdstukken, allemaal ongetiteld)
- Epiloog

Vijf hoofdstukken beginnen met een citaat. Ze zijn afkomstig uit de Bijbel (Hosea 5:4) en van Auguste Comte (tweemaal), Lautréamont en Corinne Mégy. Het laatste hoofdstuk van deel drie begint met een gedicht van Houellebecq zelf, in de gedaante van een 'nieuwe mens'. Ook elders is de tekst gelardeerd met gedichten en citaten, onder andere uit Aldous Huxleys sciencefictionklassieker Brave New World (1932), uit diverse boeddhistische geschriften en uit reclamefolders en postordercatalogi.

### Personages

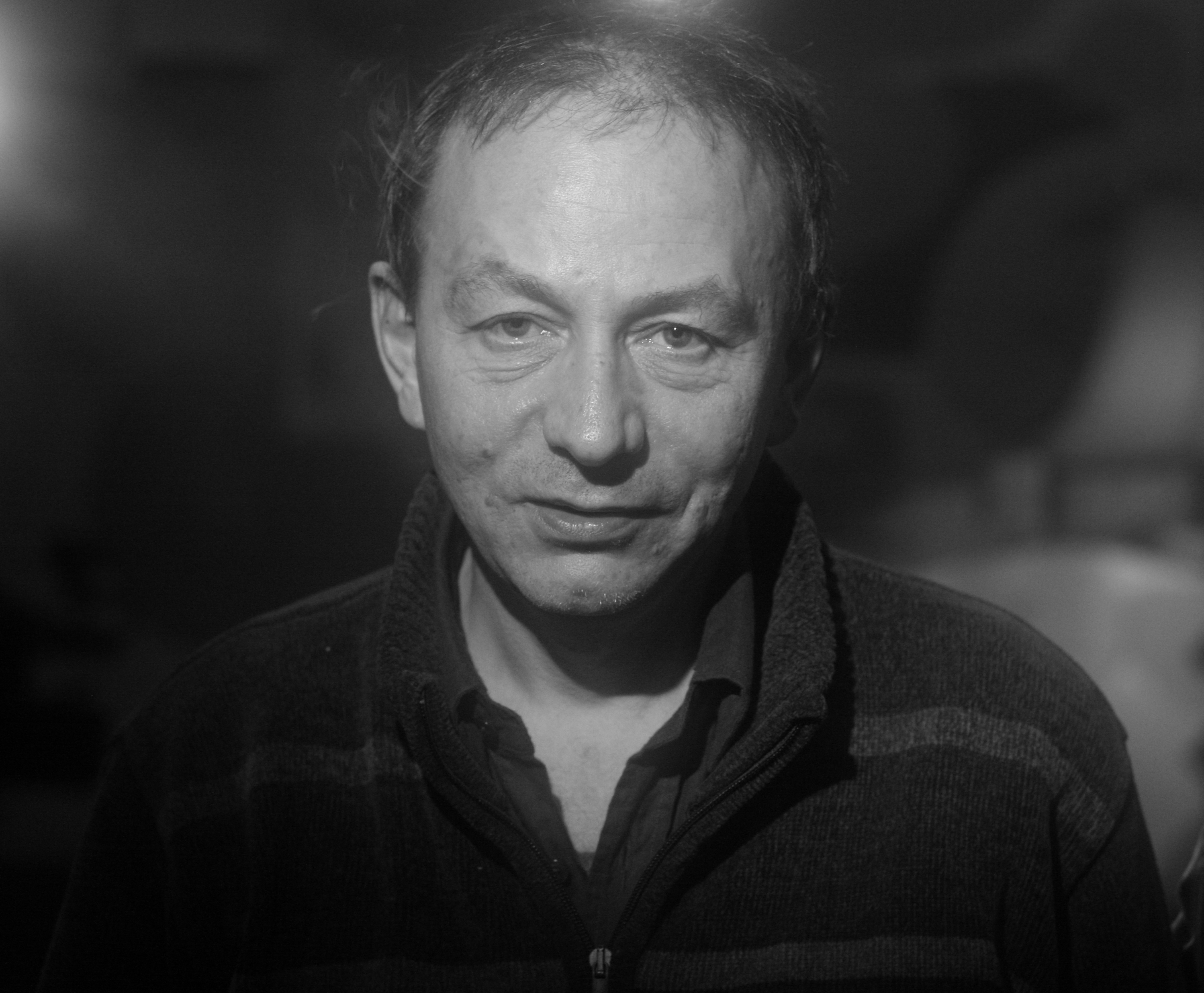
Houellebecq in 2007. De personages Bruno en Michel zijn alter ego's van de auteur

- Bruno Clement: geboren in 1956;[noot 2] op tweejarige leeftijd door zijn ouders in de steek gelaten; getekend door pesterijen op school; wordt docent; verslaafd aan seks, maar niet in staat om lief te hebben.
- Michel Djerzinski: geboren in 1958; Bruno's halfbroer van moederskant; eveneens op jonge leeftijd door zijn ouders in de steek gelaten; autistische nerd; getalenteerd moleculair bioloog; hoofd van een onderzoeksgroep met vijftien wetenschappers aan het Instituut voor Moleculaire Biologie (onderdeel van het CNRS) in Palaiseau; op zijn veertigste met sabbatical; werkt daarna aan de creatie van een genetische verbeterde mutatie van het menselijke ras, waarvan hij de verwezenlijking echter niet zal zien; verdwijnt in 2009 op mysterieuze wijze.
- Janine Ceccaldi (1928-1999): opgegroeid in Algerije; studeert in Parijs, waar ze dankzij haar aantrekkelijke uiterlijk veel minnaars heeft; trouwt met een plastisch chirurg, daarna met iemand in de filmindustrie; moeder van Bruno en Michel; laat beiden in de steek om haar hedonistische leefwijze in een commune in Californië voort te kunnen zetten; leeft volgens de idealen van de tolerante samenleving.[noot 3]
- Serge Clément: kortstondig echtgenoot van Janine; viriel en zelfverzekerd; succesvol plastisch chirurg in Neuilly, later ook in Cannes.[noot 4]
- Marc Djerzinski (1930-1964?): zoon van Poolse vader en Franse moeder; belichter in de filmindustrie; tweede echtgenoot van Janine; vader van Michel; in 1964 spoorloos verdwenen in Chinees Tibet.
- Marie Djerzinski-Le Roux (1899?-1975): moeder van Marc en grootmoeder van Michel; dochter van eenvoudige loonarbeiders; vanaf 1944 weduwe met vier kinderen; werkt als beambte bij de spoorwegen; zorgt onbaatzuchtigheid voor haar kleinzoon.[noot 5]
- Francesco di Meola: Californische geliefde van Janine; aanvankelijk platenproducer, later leider van een sekte-achtige commune, waar hij zich vooral vergrijpt aan jonge meisjes; verhuist omstreeks 1970 naar Zuid-Frankrijk; in 1976 overleden aan kanker; zijn openluchtcrematie ontaard in een gewelddadige orgie, waarbij mogelijk kannibalisme plaatsvindt.
- David di Meola: zijn zoon; mislukte popster; vrouwenverslinder; later satanist en maker van snuff-films.
- Annabelle Wilkening (1958-1999): lief en charmant meisje met Friese voorouders; buurmeisje van Michel; ontwikkelt een onbeantwoorde liefde voor hem; verlaat hem voor David di Meola, maar vindt hem op haar veertigste terug.
- Christiane (1958-1998): gescheiden vrouw met ontspoorde tienerzoon; ontwikkelt op haar veertigste een gelukkige relatie met Bruno, met wie ze veel gemeen heeft.
- Bedřich Hubčejak, natuurwetenschapper die zich omstreeks het midden van de 21e eeuw verdiept in het leven en werk van Michel Djerzinski.[noot 6]
- Daniel Macmillan, Californische officier van justitie, later schrijver en onderzoeker, die in het boek wordt aangehaald vanwege de (fictieve) hypothese-Macmillan.[noot 7]

### Verhaallijn

#### Proloog
De alwetende verteller kijkt terug op de tweede helft van de twintigste eeuw en de eerste jaren van de 21e eeuw, de tijd waarin Michel Djerzinski leefde, een van de scherpzinnigste en meest vooruitziende wegbereiders van de 'metafysische omwenteling'. Het gedicht waarmee de proloog afsluit lijkt te suggereren dat het toekomstige mensenras "in een halo van vreugde" leeft. Ze kijken absoluut niet neer op hun voorgangers, omdat ze veel te danken hebben aan hun droom voor een betere wereld.

#### Eerste deel. Het verloren rijk
Het verhaal begint op 30 juni 1998 met de afscheidsborrel van Michel Djerzinski, die op zijn veertigste stopt met werken. Het betreft een sabbatical voor onbepaalde tijd, naar eigen zeggen om na te denken. Hij trekt zich terug in zijn flat in de Rue Frémicourt in het 15e arrondissement in Parijs. Zijn leven beweegt zich tussen zijn flat en de lokale Monoprix supermarkt. Zijn enige vriend, een kanarie, overlijdt op de dag van zijn afscheid. De enige persoon die nog toegang tot hem heeft, is zijn halfbroer Bruno. Hij herleest de autobiografie van Werner Heisenberg, Het deel en het geheel.

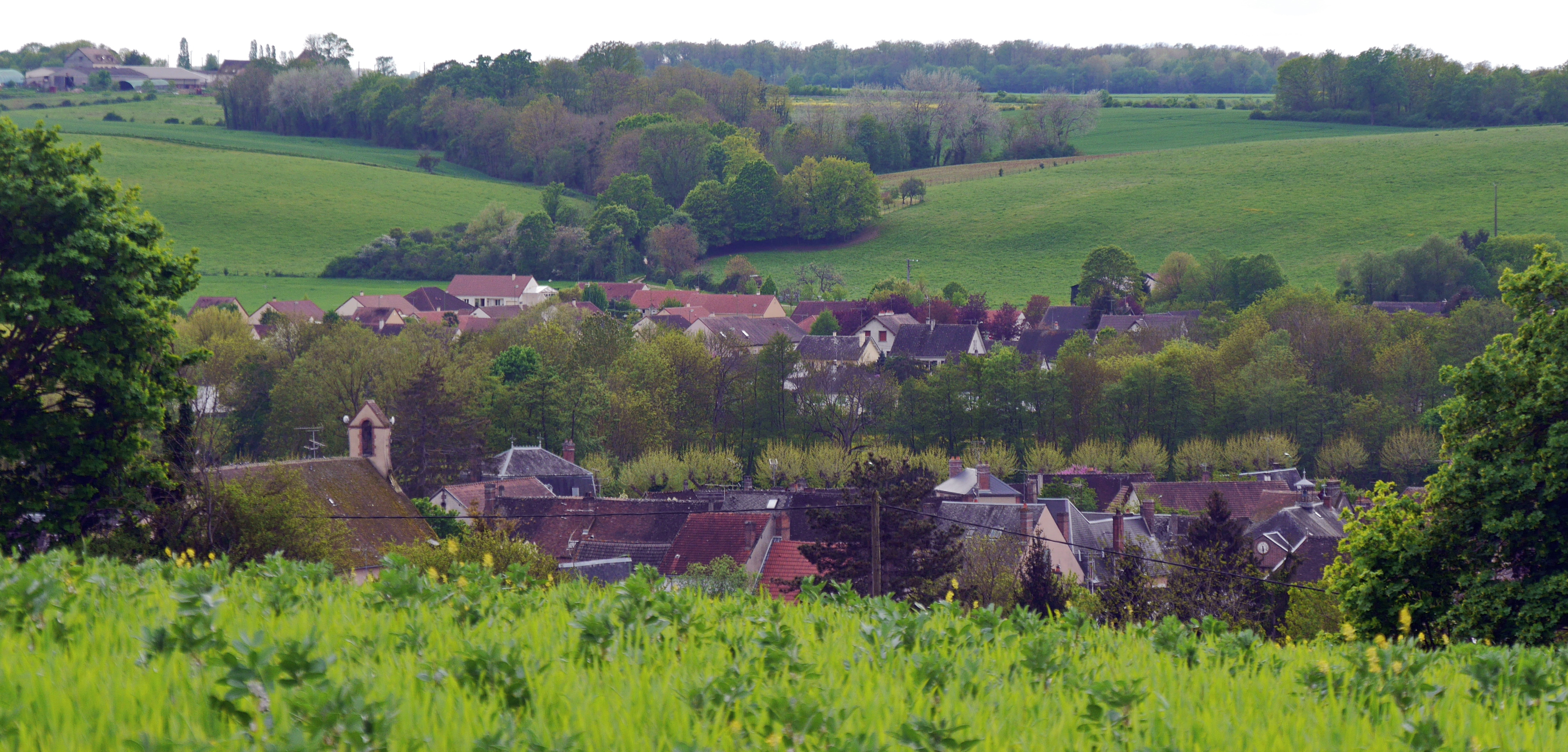
Charny, het dorp in de Yonne waar Michel tot zijn tiende opgroeit bij zijn grootmoeder

Via flashbacks, soms losjes verbonden met het heden door middel van een kinderfoto of iets dergelijks, komen we meer te weten over Michel: de voorgeschiedenis van zijn grootouders, het huwelijk en de scheiding van zijn ouders, zijn kindertijd bij zijn grootmoeder van vaderszijde in Charny (departement Yonne), zijn uitstekende schoolprestaties, hoe hij opgroeit als een zonderlinge nerd. Op de lagere school is hij getroffen door de wreedheid van zijn klasgenoten. Later ontstaat door het kijken naar natuurfilms op televisie bij hem de overtuiging dat de natuur wreed is. De enige uitzondering daarop is de moederliefde. Dertig jaar later is hij nog dezelfde mening toegedaan: "vrouwen waren absoluut beter dan mannen. Ze waren aanhaliger, aanhankelijker, meelevender en zachtaardiger; minder geneigd tot geweld, egoïsme, zelfbevestiging, wreedheid." Eind 1968 verhuist zijn grootmoeder naar Crécy-en-Brie om dichter bij haar dochters te wonen. Michel verhuist mee. Op zijn twaalfde verjaardag geeft zijn grootmoeder hem een scheikundedoos. Ook koopt ze boeken over biochemie voor hem. In 1970, in de derde klas, raakt de eenling Michel bevriend met Annabelle, een zeldzaam mooi meisje. Zij is ervan overtuigd dat hij de ware is voor haar, maar de vriendschap blijft platonisch.
Zijn halfbroer Bruno groeit aanvankelijk op bij zijn grootouders van moederszijde in Algiers. Als hij vijf jaar oud is sterft zijn grootvader en verhuist zijn grootmoeder naar Marseille. Vijf jaar later sterft ook zij. Zijn ouders, die al die tijd niets van zich hebben laten horen, ziet hij voor het eerst op de begrafenis. Later bespreken ze, waar hij bij zit, wat ze met hem zullen doen, een gesprek dat hem zijn leven lang zal bijblijven. Het wordt een internaat. De weekends zal hij bij zijn vader doorbrengen. Op het lyceum van Meaux wordt hij slachtoffer van extreme pesterijen en vernederingen, vermoedelijk omdat hij een angstig, dik en in zichzelf gekeerd jongetje is. Zijn puberteit is ondraaglijk. Hij is eenzaam en oversekst, niet in staat een relatie aan te knopen. In de trein gaat hij tegenover jonge meisjes zitten en masturbeert onder een tijdschrift.
Omdat het steeds slechter gaat met Bruno, zoekt zijn vader, de plastisch chirurg Serge Clément, contact met zijn ex-vrouw Janine Ceccaldi, die zich inmiddels Jane noemt. Pas dan blijkt dat de halfbroers op dezelfde school zitten. Jane arrangeert een ontmoeting tussen Bruno en Michel. Ze zien elkaar daarna wekelijks, meestal met Annabelle erbij. De zomer van 1974 is een verwarrende tijd voor alle drie. Bruno heeft seks met een meisje. Annabel wordt zich bewust van haar schoonheid, zoent met een andere jongen en voelt zich schuldig. Michel is eindelijk aan het puberen en luistert naar Jimi Hendrix. De zomer van 1975 vormt het keerpunt. Gedrieën bezoeken ze het landgoed van Francesco di Meola, Jane's voormalige Californische geliefde, die nu samen met zijn zoon een villa op een helling van de Mont Ventoux bewoont. De zoon van Di Meola, David, is een mislukte popster, maar wel een die op zijn vierentwintigste al meer dan vijfhonderd vrouwen heeft gehad. Hij slaagt er binnen een week in om ook de zeventienjarige Annabelle te ontmaagden, bijna onder het oog van Bruno en Michel. Michel is de volgende ochtend vertrokken, Bruno vertrekt na een week. Aan het einde van de zomer blijkt Annabelle zwanger. Di Meola regelt een abortus voor haar. Na thuiskomst schrijft ze een liefdesbrief van veertig kantjes aan Michel, die al vertrokken is naar de campus van de Universiteit Orsay-Paris XI. De brief blijft onbeantwoord.

#### Tweede deel. Vreemde momenten
Michel blijft de rest van zijn leven vrijgezel. In tegenstelling tot zijn halfbroer Bruno, heeft hij een laag seksueel libido. Pas op zijn dertigste verliest hij in een dronken bui zijn maagdelijkheid, zonder daarbij ook maar enig genot te ervaren. Hij is niet bij machte om van iemand houden.
Bruno studeert letteren aan een Parijse universiteit, droomt ervan schrijver te worden, maar propt zich ondertussen vol met junkfood, bezoekt peepshows, pornobioscopen en seksshops, en laat zich af en toe pijpen door een medestudente, die zo lelijk is dat hij niet met haar op straat wil worden gezien. Op een dag springt ze uit het raam van de zevende etage.

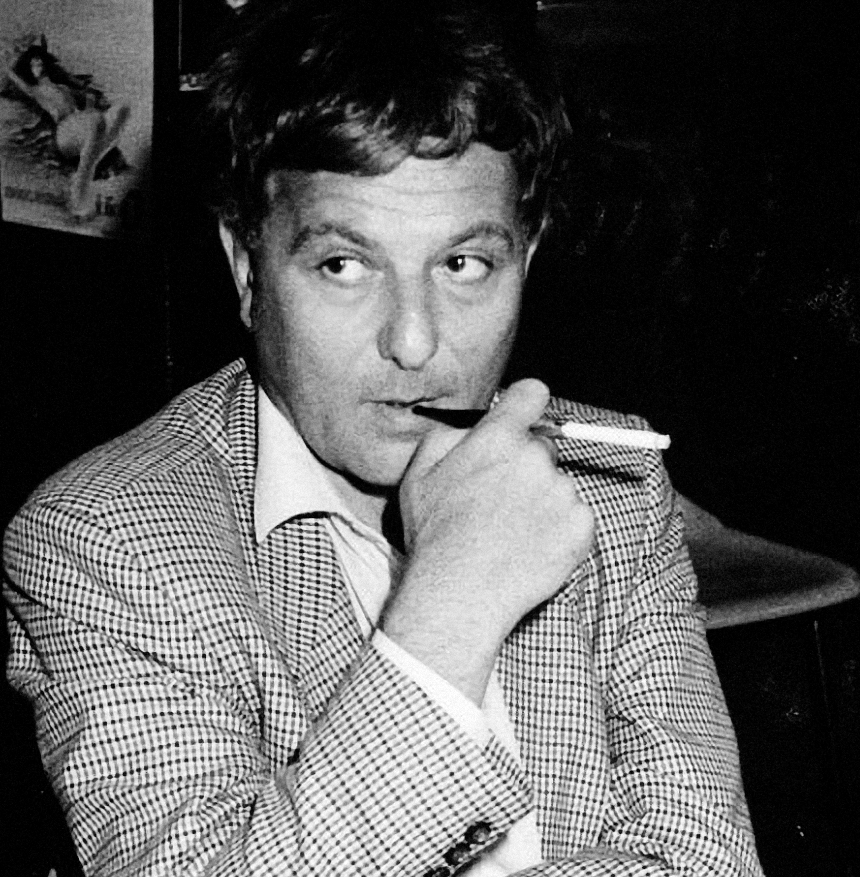
Philippe Sollers in 1983

In 1984 trouwt hij met Anne en accepteert een baan als docent literatuur aan een middelbare school in Dijon. Ze krijgen een zoon, Victor. Als Anne een paar dagen met Victor bij haar ouders is, kijkt hij hele nachten porno op internet, met als resultaat een telefoonrekening van 14.000 frank. Begin 1986 begint hij te schrijven. Op aanraden van een collega stuurt hij enkele teksten naar Philippe Sollers, uitgever van het tijdschrift L'Infini. De twee ontmoeten elkaar in een Parijs café. Sollers is enthousiast over zijn tekst over paus Johannes Paulus II: "U bent reactionair, dat is heel goed. Alle grote schrijvers zijn reactionair. Balzac, Flaubert, Baudelaire, Dostojevski: allemaal reactionairen. Maar je moet ook neuken, hè? Orgieën en zo. Dat is belangrijk." Sollers publiceert uiteindelijk een ander artikel van Bruno. In 1989 verhuist Bruno met zijn gezin naar Parijs. Hij begint naar de hoeren te gaan en raadpleegt een psychiater.
Een jaar later accepteert hij een baan op zijn oude school in Meaux. Volgens Michel verkeert hij in een midlifecrisis: hij laat zijn baard staan, gaat naar de sportschool, draagt een leren jas en praat als een personage uit een B-film. Sterk aangetrokken tot zijn jonge studentes, daagt hij het zwarte vriendje van een van hen uit, waarmee hij zich diens spot op de hals haalt. Hij schrijft een racistisch pamflet en stuurt het naar Sollers. Die vindt het zeer authentiek maar kan het uiteraard niet publiceren. Na een mislukte flirt met een vijftienjarige Noord-Afrikaanse leerlinge, draait hij door. Hij wordt een half jaar opgenomen in een kliniek. Begin 1991 wordt hij daar ontslagen en krijgt een kantoorbaan op het ministerie van Onderwijs aangeboden. Kort daarna scheidt hij van Anne.
Op 15 juli 1998, twee weken na Michels afscheidsborrel, belt hij Bruno. Hij krijgt een antwoordapparaat. Bruno bevindt zich op dat moment in het 'Oord van Verandering', een new age-achtige camping waar tevens de vrije liefde wordt gepropageerd. Na een teleurstellende eerste week ontmoet hij in de tweede week Christiane, met wie hij intieme seks heeft. Christiane is een veertigjarige gescheiden vrouw die met haar ontspoorde tienerzoon in een flat in Noyon woont. Ze is natuurwetenschapper, nuchter en houdt van seks. Christiane vindt het fijn om mannen te verwennen. Ze heeft een hekel aan feministen. Voor haar staat vast dat de idealen van de vrijgevochten generatie van '68 zijn uitgelopen op een mislukking: "Die wijven bleven het maar hebben over afwas en taakverdeling, ze werden letterlijk geobsedeerd door de afwas. [...] In een paar jaar slaagden ze erin de mannen in hun omgeving te veranderen in impotente, chagrijnige neuroten."
Na zijn vakantie belt Bruno Michel terug. Ze ontmoeten elkaar nog diezelfde avond en discussiëren over Julian en Aldous Huxley en hun ideeën "over genetische beheersing en verbetering van soorten, de menselijke soort daarbij inbegrepen [...] Dat wordt allemaal ondubbelzinnig voorgesteld als een wenselijk doel waarnaar we moeten streven." Michel blijft na het gesprek twee weken lang op bed liggen piekeren, zonder te eten. Met name de vraag hoe een samenleving kan bestaan zonder religie, intrigeert hem. Door het vasten komt hij tot nieuwe inzichten over de reproductie van het DNA-molecuul. Na twee weken staat hij op, gaat naar buiten, maakt wat aantekeningen en belt zijn broer. Ze ontmoeten elkaar de volgende dag. Bruno drinkt de ene fles wijn na de andere, ventileert zijn frustraties en vertrekt pas tegen half vijf in de ochtend. Michel heeft alleen maar geobserveerd en geluisterd, en maakt een aantekening, 'De wet van het bloed'.

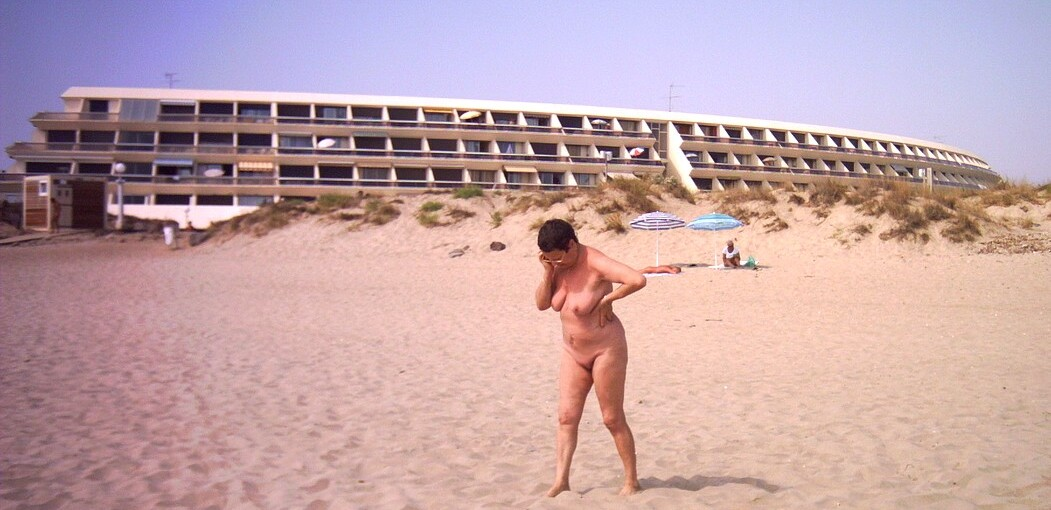
Naturistencomplex Cap d'Agde

Op 1 september ontmoeten Bruno en Christiane elkaar opnieuw. Ze hebben lange gesprekken, afgewisseld met seks. Ze nemen twee weken vakantie in het naturistenoord van Cap d'Agde. Ze ontmoeten er een Duits stel, Rudi en Hannelore, waarmee ze aan partnerruil doen. Na de eerste week bekent Bruno aan Christiane dat hij van haar houdt en met haar wil verder leven. Hij schrijft een artikel met de titel 'De duinen van Marseillan-Plage – Pleidooi voor een esthetica van de goede wil', waarin pornografische, filosofisch en pseudowetenschappelijke (invloed van Christiane) inzichten elkaar afwisselen. Het wordt ternauwernood geweigerd door het filosofische tijdschrift Esprit. Hij schrijft ook een korte, geëmotioneerde brief aan Michel.
Terug in Parijs beginnen ze een weekendrelatie. Ze bezoeken parenclubs en genieten van elkaars tederheid. Het noodlot slaat toe in februari 1999, als Christiane tijdens een gangbang in een club een necroseaanval krijgt, waarna ze verlamd is aan beide benen. Bruno faalt en verzuimt aan te bieden haar te verzorgen. Kort daarna stort ze zich met haar rolstoel van de trap in haar flat in Noyon. "Dit keer waren alle kaarten geschud, het spel was gespeeld, er was voor het laatst gegeven en het eindigde allemaal met een definitieve mislukking. Net zomin als zijn ouders vóór hem was hij tot liefde in staat geweest." Hij meldt zich opnieuw bij de kliniek in Verrières-le-Buisson, waar hij de rest van zijn leven zal blijven.
Bruno's brief aan Michel vanuit Cap d'Agde arriveert tegelijkertijd met een officiële brief van de gemeente Crécie-en-Brie. Het graf van zijn grootmoeder moet in verband met de verbreding van een bushalte worden verplaatst, en zijn aanwezigheid is daarbij noodzakelijk. In Crécie loopt hij Annabelle tegen het lijf, die daar in verband met het overlijden van haar vader is. Ze is bibliothecaresse, ongetrouwd en woont eveneens in Parijs. Een week later nodigt ze Michel uit. Ze hebben seks, maar Michel voelt nauwelijks genot, hij geniet van de omhelzingen. Annabelle vertelt over de 23 jaar sinds ze elkaar voor het laatst zagen: "Ik had met tientallen mannen geslapen en geen daarvan was het waard herinnerd te worden." Na haar tweede abortus was ze het spuugzat: "Dat was in 1988, iedereen raakte doordrongen van de gevaren van aids, ik heb dat als een soort bevrijding ervaren." Ze beginnen een relatie, echter meer uit respect en medelijden dan uit liefde.
In de zomer van 1999 sterft Jane, voorheen Janine. Haar zonen begeven zich naar Saorge, een bergdorpje bij Nice. Bruno, op verlof uit de kliniek, raast en tiert. Michel is gelaten en betaalt de begrafenis. Een oude grijze hippie is de enige andere aanwezige. Het is de laatste keer dat Bruno en Michel elkaar zien.

#### Derde deel. Emotionele oneindigheid
Michel maakt de balans op van zijn sabbaticaljaar. In feite heeft hij niets bereikt. Hij ontmoet zijn oude baas Desplechin, die op het punt staat met pensioen te gaan. Michel geeft aan verder te willen met zijn onderzoek, maar nu met vereenvoudigde DNA-moleculen, die hij wil dupliceren zonder dat er mutaties optreden. Hij wil echter volstrekt onafhankelijk kunnen werken. Het Centrum voor Genetisch Onderzoek in Galway, Ierland, lijkt de geëigende plek voor dat onderzoek. Desplechin kent de directeur en regelt een overplaatsing. Michel stelt Annabelle op de hoogte van het naderende afscheid. Hij vervult haar laatste wens: een kind maken. De foetus blijkt al na twee weken afwijkingen te vertonen en ze ondergaat haar derde abortus. Dan blijkt ze baarmoederhalskanker te hebben, waardoor haar baarmoeder en eierstokken moeten worden weggehaald. De kanker is echter uitgezaaid. Ze keert terug naar haar moeders huis, Michel volgt haar. Ze doet een poging haar leven te beëindigen met een overdosis Rohypnol, belandt in een coma en sterft enkele dagen later. Michel huilt op haar crematie.

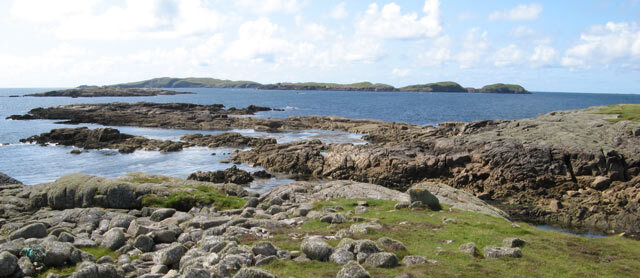
Aughrus Point, West-Ierland. Hier laat Michel op 27 maart 2009 zijn auto achter

Michel verhuist naar Clifden, vlak bij Galway. Daar werkt hij tien jaar als onderzoeker in het Centrum voor Genetisch Onderzoek. Begin 2009 werkt hij zijn aantekeningen, later bekend geworden als de Clifden Notes, uit in een typeschrift van tachtig vellen. Op 27 maart van dat jaar stuurt hij exemplaren van dat typeschrift naar de Académie des sciences in Parijs en de redactie van het tijdschrift Nature in Londen. Wat er daarna is gebeurd is onzeker. Zijn auto wordt teruggevonden bij Aughrus Point. Hubčejak, die enkele jaren later een inleiding schrijft bij de Clifden Notes, vermoedt dat hij de zee is ingelopen.

#### Epiloog
Aan het begin van de epiloog maakt de verteller, schrijvend omstreeks het jaar 2075, duidelijk dat het voorgaande beschouwd moet worden als fictie en dat nu de geschiedenis volgt. Michel Djerzinski's theorie is na zijn dood in 2009 door anderen getest en valabel bevonden: "elke genetische code, hoe complex ook, kon worden herschreven in een standaardvorm met een stabiele structuur die niet vatbaar was voor afwijkingen en mutaties." De verspreiding en popularisering van Djerzinski's ideeën is grotendeels te danken aan de briljante biofysicus Bedřich Hubčejak. De creatie van het eerste door mensen 'geschapen' wezen vindt plaats op 27 maart 2029, exact twintig jaar na de verdwijning van Djerzinski. Alhoewel er geen enkele Fransman bij het project was betrokken, vindt de historische gebeurtenis als eerbetoon aan Djerzinski plaats in het Instituut voor Moleculaire Biologie in Palaiseau, zijn werkplek van 1983 tot 1998. Het is de eerste stap in de ontwikkeling van een genetisch gecontroleerd ras en tevens het uitsterven van de menselijke soort, op enkele geïsoleerde, zieltogende gemeenschappen na. Dit boek is dan ook opgedragen aan de mens, "die deerniswekkende, vuige soort, nauwelijks van de aap te onderscheiden, die toch zoveel edele ambities in zich meedroeg. [...] De soort ook die voor het eerst in de geschiedenis van de wereld in staat was de mogelijkheid van zijn eigen opheffing in overweging te nemen, en die die opheffing een aantal jaren later ook in praktijk wist te brengen."

### Vorm, stijl, motieven
Een van de redenen van het succes van de roman is de geheel eigen stijl van het boek, samen met de provocerende inhoud. In de woorden van vertaler Martin de Haan: "De abrupte wisselingen van toon, stijl en onderwerp [...] maakt Elementaire deeltjes stlistisch gezien tot een razend interessant boek." Kenmerkend voor Houellebecq is het gebruik van de pastichevorm, het nabootsen van een bepaalde schrijfstijl, bijvoorbeeld de droge, bijna klinische observaties van de socioloog Macmillan en de wetenschapsjournalist Hubčejak, afgewisseld met sarcastische, lyrische of onverbloemd seksuele passages, vaak zonder overgang. Typerend zijn ook de vele puntkomma's, in dit boek ruim vijfhonderd.
Het verhaal wordt verteld door een alwetende verteller, meestal in de onvoltooid verleden tijd. Soms switcht de verteller naar de onvoltooid tegenwoordige tijd; een enkele maal naar de onvoltooid verleden toekomende tijd. De proloog is eveneens in de tegenwoordige tijd. Zowel de proloog als de epiloog zijn in de wij-vorm geschreven. Zoals een Franse recensent schreef: "Het vertelstandpunt is een beetje glibberig."
Vanwege de stilistische keuzes en de vormgeving is het lastig om dit boek in een genre in te delen. De proloog en epiloog, die een nabije toekomst beschrijven waarin de mensheid genetisch is gemodificeerd en onsterfelijkheid heeft verwerven, zouden binnen het genre van de utopische of dystopische sciencefictionroman passen. Het thema van de genetische manipulatie keert ook terug in een aantal latere werken van Houllebecq (Lanzarote en Mogelijkheid van een eiland), zozeer zelfs dat Houellebecq wordt gerekend tot de exponenten van het transhumanisme, waarvan de grootste inspiratiebronnen de broers Julian en Aldous Huxley zijn, beiden genoemd in het boek. De maatschappijkritiek doet denken aan het werk van Kurt Vonnegut. De aanwezigheid van autobiografische elementen voegt nog toe aan de complexiteit van dit werk.
Een motief dat regelmatig terugkeert in het werk van Houellebecq is dat van de walking ghost phase, waarin de hoofdpersoon alleen eindigt, er geen inzet meer is, alleen nog leegte. Het einde van Elementaire deeltjes, Michel Djerzinski's verdwijning bij Clifden, waar hij mogelijk de zee in is gelopen, lijkt op dat van Houellebecqs eerste roman, De wereld als markt en strijd, waarin de ik-verteller het bos inloopt en zo uit beeld verdwijnt.

### Citaten
Enkele aforismen uit Elementaire deeltjes:
- "Het isolement is een andere naam voor het kwaad; het is ook een andere naam voor de leugen. Want er bestaat alleen een prachtige, grenzeloze, wederzijdse verstrengeling."
- "Elk leven begint in de blik van de ander."
- "Woorden zorgen voor contact, maar ze kunnen het ook in de weg staan."
- "Onberekenbaar; onberekenbaar, lichtzinnig en clownesk, zo zijn mensen."
- "De wereld die we kennen, de wereld die we maken, de menselijke wereld, is rond, glad, homogeen en warm als een vrouwenborst."

## Publicatie
Les Particules élémentaires, Houellebecqs langverwachte tweede roman, verscheen op 24 augustus 1998 bij uitgeverij Flammarion. Het boek was qua verkoop meteen een bestseller. In enkele weken tijd gingen honderdduizend exemplaren over de toonbank. In 1999 werden 320.000 exemplaren verkocht; vijf jaar later lag de totale verkoop in Frankrijk al boven de 600.000.
De Nederlandse vertaling door Martin de Haan verscheen in september 1999 bij De Arbeiderspers, aanvankelijk alleen verkrijgbaar als hardcover. Voor de vertaling stelde het Nederlands Letterenfonds een werkbeurs ter beschikking. Het oorspronkelijke omslagontwerp was van ontwerpbureau UNA en toonde een opdruk in wit, geel en grijs op een groene (hardcover) of paarse (paperback) achtergrond waarin een foto van een troep baboons door Mijke Wondergem te herkennen was. De achtste, ingenaaide druk verscheen in oktober 2001; de dertiende druk in januari 2003.

### Uitgaven (selectie)

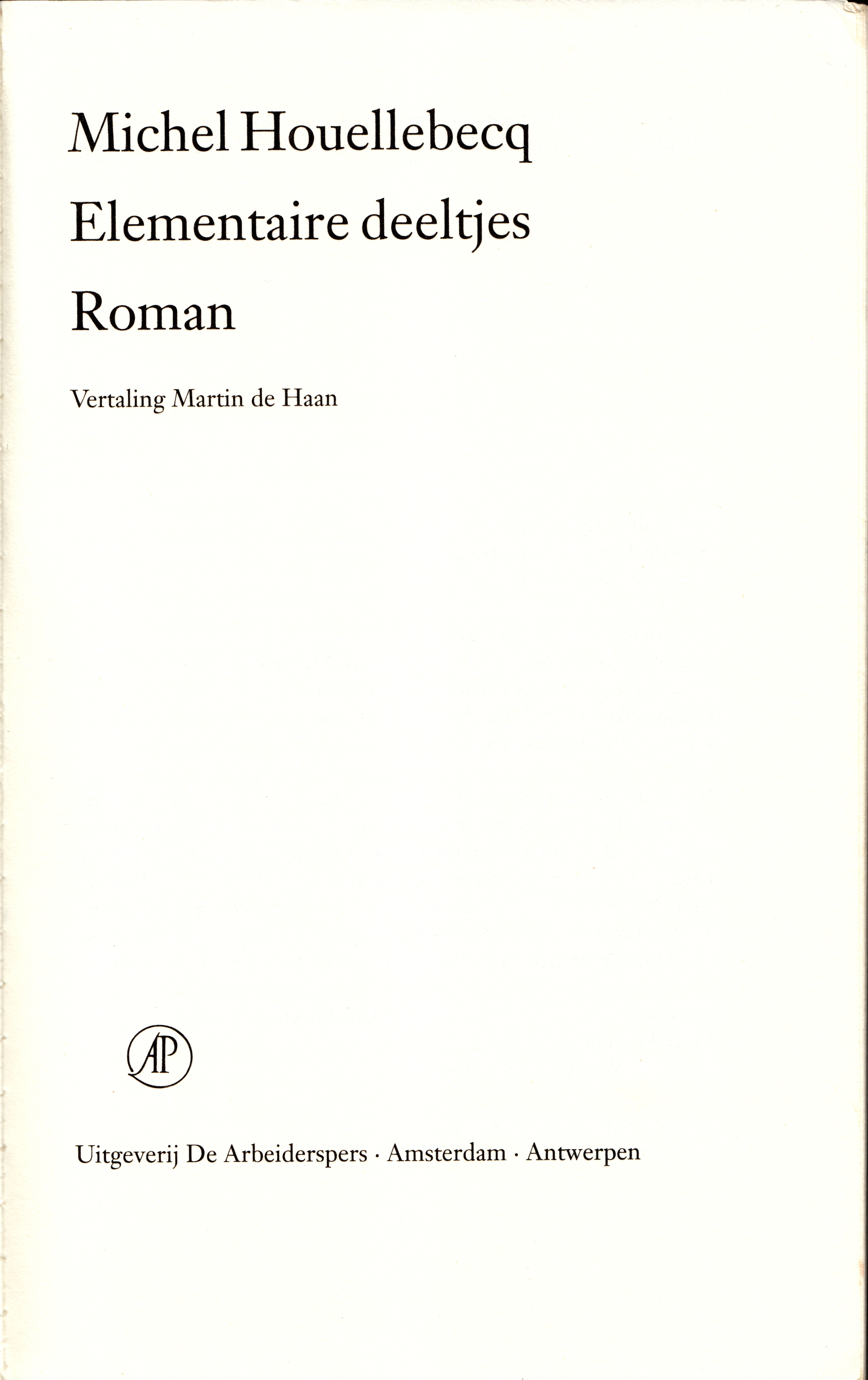
Titelpagina van de Nederlandse vertaling uit 1999

Houellebecqs tweede roman is anno 2024 in meer dan dertig talen gepubliceerd, waaronder het IJslands, het Georgisch en het Vietnamees.
- (fr)  Michel Houellebecq: Les Particules élémentaires. Uitgever: Flammarion (originele uitgave: augustus 1998)
- (pt)  Michel Houellebecq & Fernando Caetano (vertaler): As Partículas Elementares. Temas e Debates (maart 1999)
- (it)  Michel Houellebecq & Sergio Claudio Perroni (vertaler): Le particelle elementari. Bompiani (juni 1999)
- (de)  Michel Houellebecq & Uli Wittmann (vertaler): Elementarteilchen. Dumont Verlag (augustus 1999)
- (nl)  Michel Houellebecq & Martin de Haan (vertaler): Elementaire deeltjes. De Arbeiderspers (september 1999)
- (tr)  Michel Houellebecq & Osman Senemoğlu (vertaler): Temel Parçacıklar. Doğan Kitap (december 1999)
- (es)  Michel Houellebecq & Encarna Gómez Castejón (vertaler): Las partículas elementales. Anagrama (2000)
- (en)  Michel Houellebecq & Frank Wynne (vertaler): Atomised (Britse editie). William Heinemann (2000)
- (en)  Michel Houellebecq & Frank Wynne (vertaler): The Elemantary Particles (Amerikaanse editie). Alfred A. Knopf (2000)
- (ru)  Michel Houellebecq & Irina Vasyuchenko / Georgy Zinger (vertalers): Элементарные частицы. Inostranka (maart 2001)
- (ja)  Michel Houellebecq & Kan Nozaki (vertaler): 素粒子 (Sù lìzǐ). Chikuma Shobō (september 2001)
- (zh)  Michel Houellebecq & Yan Huijing (vertaler): 血清素 (Wú ài fánzhí). Chunk Culture Publishing (juli 2008)

### Ontvangst
Het verschijnen van Les Particules élémentaires bracht in Frankrijk een storm van – positieve en negatieve – kritieken teweeg. Gilles Tordjman vergeleek Houellebecq in L'Événement du Jeudi met een onheilsprofeet, iemand die het einde van de westerse beschaving aankondigt. De gematigd linkse kwaliteitskrant Le Monde schreef: "Hier heb je ideeën, hier heb je dromen, hier is een grootse roman."
De Engelstalige pers was overwegend enthousiast. The Wall Street Journal sprak van "een briljante ideeënroman", The New York Times Magazine van "een origineel kunstwerk – ironisch, intelligent en zo waterdicht en elegant als een wiskundig bewijs". De Los Angeles Times schreef over Houellebecq: "Hij kan scherp zijn en nu en dan verrassend grappig. Door zijn ogen zijn we onze eigen ervaringen anders gaan zien. Niet veel romans kunnen dat." De Britse krant The Guardian vergeleek Houellebecq met Céline, Beckett en Camus en voegde eraan toe: "Na het lezen van dit boek blijft men werkelijk opgewonden achter over de durf en overtuiging van de auteur." The Sunday Times ten slotte, schreef: "Een tragisch mooi boek dat een soort epitaaf vormt voor de verwachtingen van de twintigste eeuw met een bijna mystiek verlangen naar een meer liefhebbende samenleving [...] Intelligente mensen zullen spoedig kunnen worden ingedeeld in zij die het wel, en zij die het nog niet gelezen hebben." Ook van collegaschrijvers kreeg Houellebecq lof toegezwaaid. De Britse auteur Julian Barnes schreef: "Een brutale en verkeerd begrepen roman, een politiek incorrect boek dat hoog spel speelt, waarbij vergeleken het werk van anderen kinderspel is."
De Nederlandstalige pers was verdeeld over Elementaire deeltjes. Margot Dijkgraaf schreef in NRC Handelsblad: "[...] een fascinerende roman van een bovenmatig intelligent literair provocateur, die de lezer in zijn wetenschappelijk ogende, allesomvattende literaire landschap steeds weer op een volgende landmijn laat stappen." Sofie Messeman en Piet de Moor vatten in De Groene Amsterdammer de commotie samen: "De onlangs in het Nederlands vertaalde roman Elementaire deeltjes van Michel Houellebecq, over de mens na 2000, verdeelt Frankrijk. Het einde van het cynisme, vinden voorstanders. Reactionair, vinden tegenstanders. Hoe dan ook: ‘De beschaving voelt zich door mijn roman geviseerd.’" Het tijdschrift Literair Nederland schreef in 2006 een recensiewedstrijd uit, waarbij de recensie van Ludo Hellemans over Elementaire deeltjes als winnaar uit de bus kwam. Hellemans schreef onder andere: "De befaamde literaire prijs Prix Goncourt werd hem uit rancune ontfutseld. Waarom? Omdat er nog steeds een taboe rust op het beschouwen van de mens vanuit een biologisch perspectief."